# إشخل
إشخل هي قرية في مقاطعة سردشت، إيران. يقدر عدد سكانها بـ 248 نسمة بحسب إحصاء 2016.